# 아리엘 샤론
아리엘 샤론(히브리어: אֲרִיאֵל שָׁרוֹן 아리엘 샤론, 1928년 2월 27일 ~ 2014년 1월 11일)은 이스라엘의 정치인이자 군인이다. 2001년부터 2006년까지 총리를 지냈다.
1948년 독립 전쟁 당시에는 육군 장교로 참전했다. "아리크(אַריק)"라는 별명이 붙은 그는 이스라엘과 팔레스타인 사이에 오슬로 협정의 비판으로서 많은 세월 동안 알려졌다. 그는 이스라엘이 1967년 차지한 영토들인 요르단강 서안 지구와 가자 지구에 유대인 정착의 강한 후원자였다.

## 초기 경력

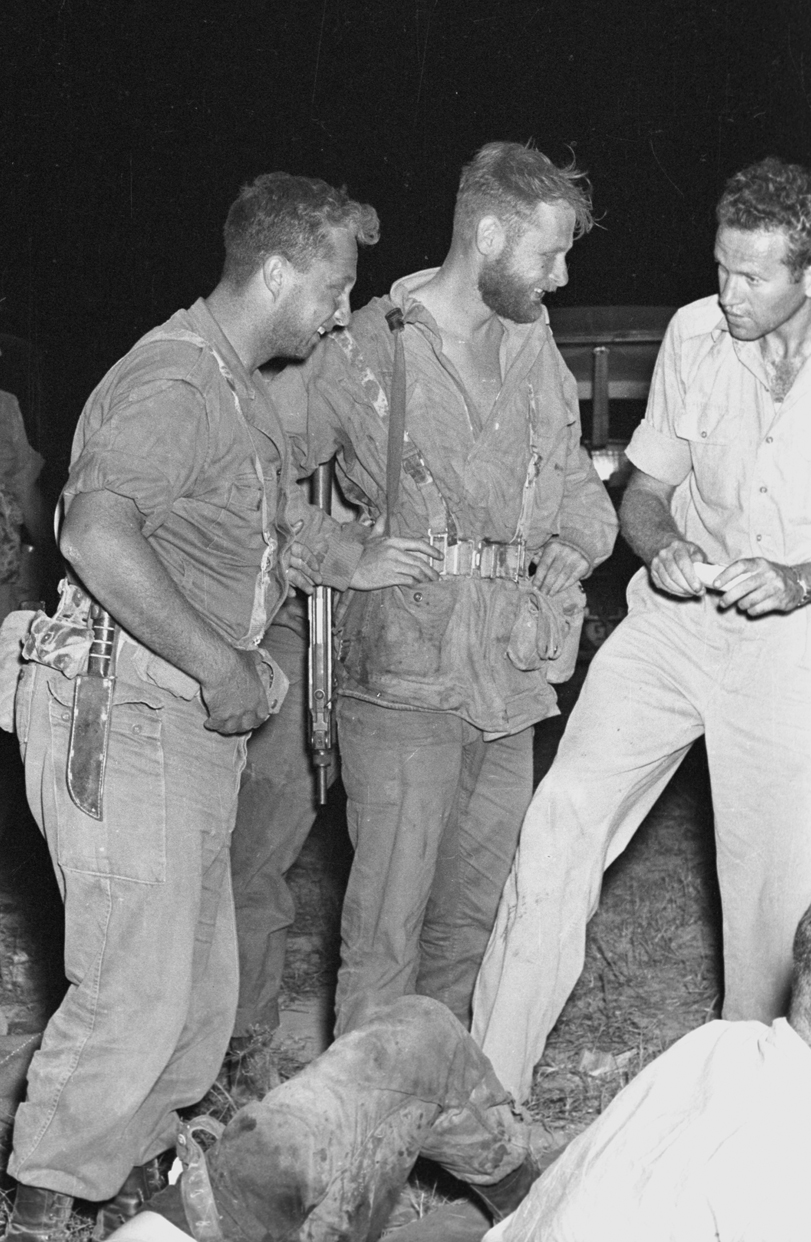
군인 시절의 샤론 (왼쪽)

당시 팔레스타인의 영토이자 텔아비브 근처에 있는 유대인 협동 농업 정착지 크파르 말랄에서 태어났다. 그의 원어명은 아리엘 샤이네르만(אריאל שיינרמן)이었으며, 샤론은 아랍 급습 당들로부터 유대인 정착자들을 보호하는 데 세워진 지하 유대인 방어군에 입대하였다. 1948년부터 1973년까지 그는 이스라엘 육군에 복무하였다. 1967년에 소장으로 진급되었다. 1948년 이스라엘의 독립 전쟁, 1956년 시나이 운동, 1967년 6일 전쟁과 1973년 욤키푸르 전쟁에서 싸웠다. 어떤 사람들 중에 그는 용감에 의하여 평판을 얻었다. 다른이들 중, 특히 팔레스타인 사람들은 그를 무자비하게 숙고하였다.

## 정계 입문
1973년 샤론은 정계에 들어갔다. 크네셋(이스라일 국회)의 노동당 통제에 도전하는 데 보수적 정당들의 동맹 리쿠드를 창당하는 도움을 주었다. 크네셋에 뽑혔으나 1974년 사임하였다. 1975년에는 이츠하크 라빈 총리의 조언자가 되었고, 1977년 다시 크네셋에 선출되었다. 그는 수많은 몇부처의 장관을 지냈는데, 1977년부터 1981년까지 정착지들의 책임에 농업부 장관, 1981년부터 1983년까지 국방부 장관을 지냈다.

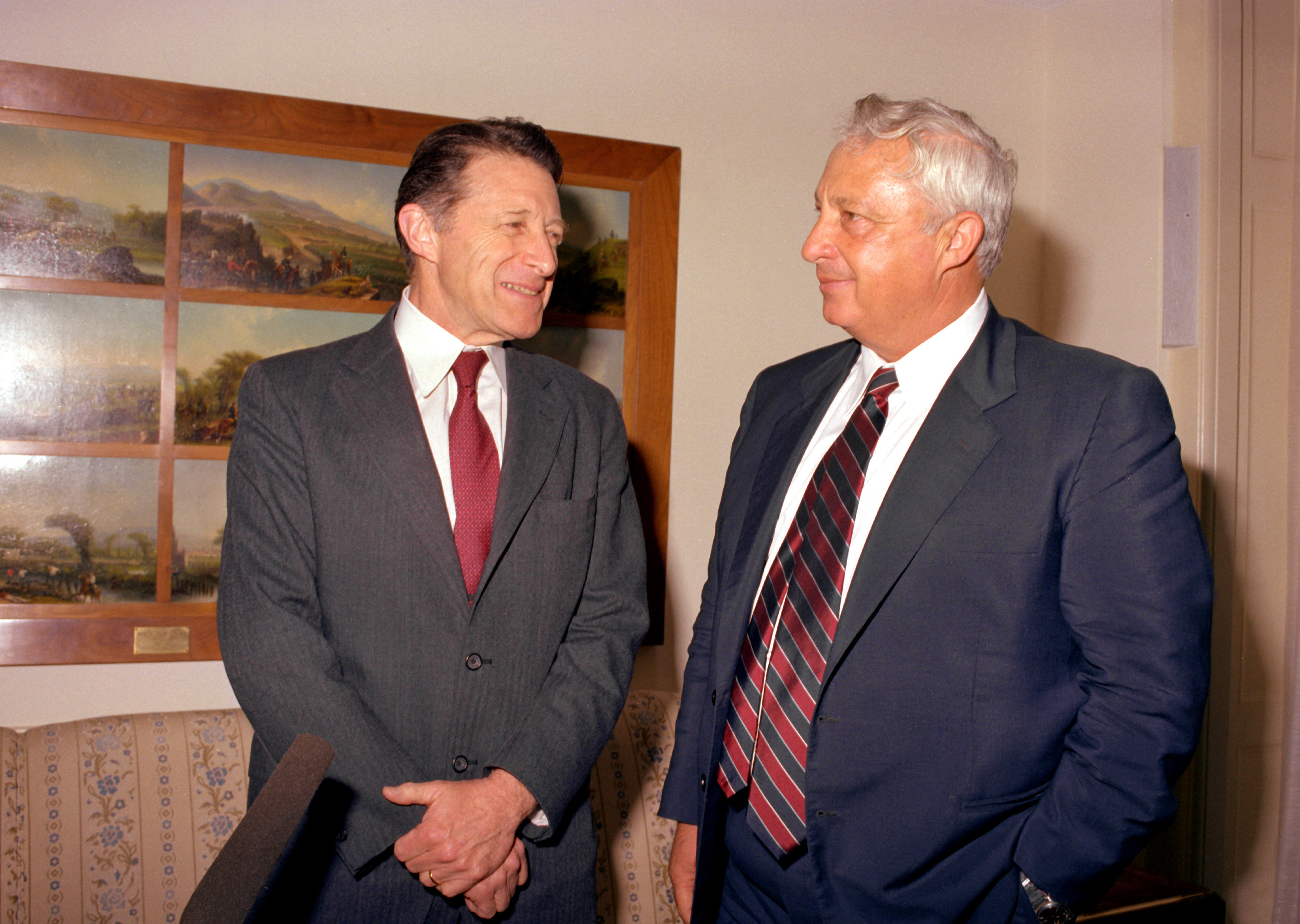
국방부 장관 시절의 샤론과 캐스퍼 와인버거 (1982년)

국방부 장관으로서 샤론은 1982년 6월 이스라엘의 레바논 침공을 지도하였다. 침공은 첫째로 남레바논에 기지를 둔 팔레스타인 해방 기구에 의한 북이스라엘 공격에 책임이었다. 샤론은 베이루트를 향하여 북부를 향하여 침공을 넓힌 비판을 받았다. 또한 9월에 베이루트의 이스라엘 군 점령 지구에서 레바논의 기독교 시민군들에 의한 수백명의 팔레스타인 시민들의 학살을 막는 데 실패한 이유로 비판을 받기도 하였다. 1983년 2월 이스라엘의 위임은 그에게 사건에 책임을 지어야 한다고 선언하자 샤론은 국방부 장관 직을 사임해야 하였다. 그 후에 다른 내각 임무들을 맡았다.
1999년 샤론은 리쿠드의 의장으로 선출되었다. 2000년 9월 그는 예루살렘에 있는 성전의 산을 방문하였다. 이슬람교에게는 하람 알샤리프로 알려진 성전의 산은 유대교와 이슬람교도들에게 둘다 성지였다. 당시 그 성지를 누가 통치해야 하는 것에 대한 불일치가 이스라엘과 팔레스타인 사이의 평화 교섭을 구실로 지연시켰다. 샤론의 성전의 산 방문은 팔레스타인 항의자들, 이스라엘의 이스라엘군들, 요르단 강 서안 지구, 가자 지구 사이에 폭력으로 이끌었다.

## 총리 재임

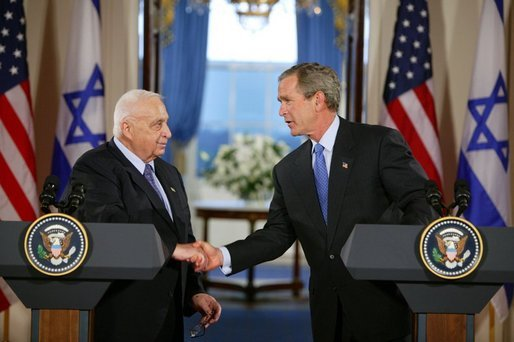
샤론과 조지 W. 부시 대통령

그 폭력은 에후드 바라크 총리에게 특별 총선을 불렀다. 2001년 총선에서 샤론은 바락을 꺾었으며, 2003년 1월에 실시된 의회 선거에서 리쿠드가 크네셋에서 가장 큰 의석으로 이기자, 샤론은 총리직에 남아있었다.
2004년 샤론은 가자 지구와 4개의 요르단 강 서안 지구에서 이스라엘군들과 유대인 정착자들을 이동하는 계획을 세웠다. 2005년 8월 정착자들이 철수하였고 마지막 이스라엘군은 9월에 떠났다. 그해 후순에 샤론은 이른 총선을 불렀다. 리쿠드를 떠나 온건적 정당 카디마(히브리어로 "전진")를 창당하였다.
2006년 1월 샤론은 발작을 일으켜 입원하였다. 부총리 에후드 올메르트가 총리와 카디마의 직무 대행을 맡았다. 의회 선거가 3월에 실시되어 카디마가 의석의 가장 큰 수로 이기자 올메르트가 총리가 되었다.

## 퇴임 후

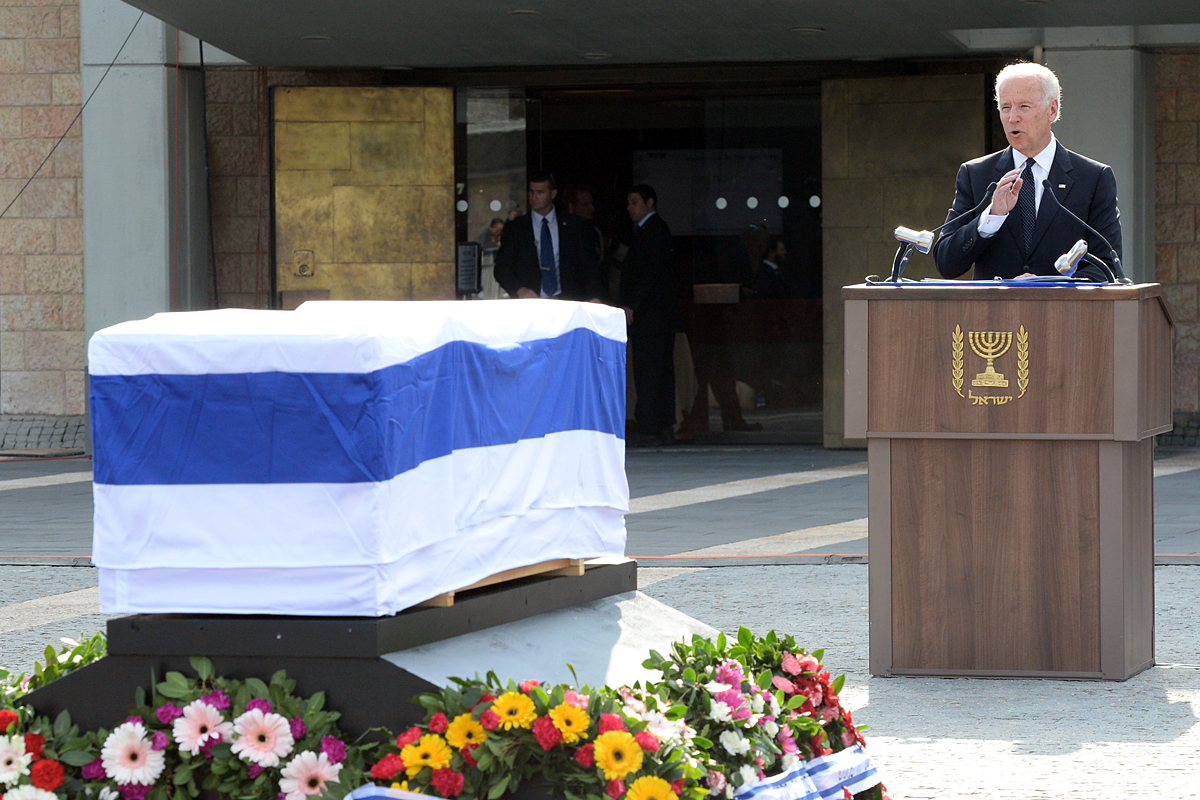
아리엘 샤론의 장례식에서 연설하고 있는 조 바이든

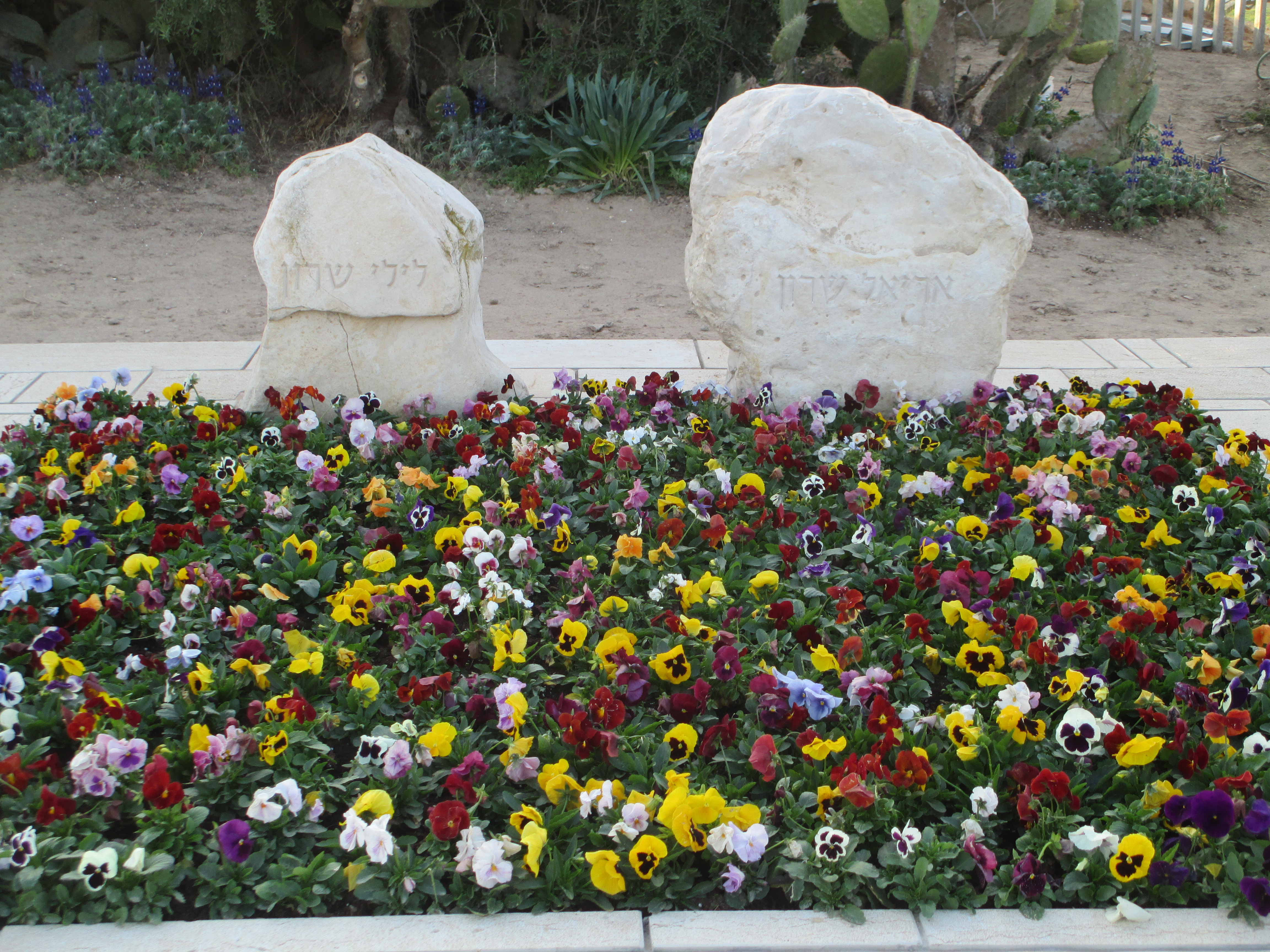
아리엘 샤론과 릴리 샤론의 무덤

뇌혈관 질환으로 인해 혼수상태에 빠져 직무를 수행하지 못하게 됨에 따라 총리직에서 퇴임되었으며, 이후 식물 인간 상태로 있다가 2014년 1월 11일 타계했다. 이스라엘 정부는 그의 죽음을 애도했고, 미국 정부도 그를 애도했다.

## 비판
2013년 10월 팔레스타인 자치 정부 수반이었던 야세르 아라파트를 죽이겠다고 협박한 사실이 공개되었다.